# Iakoba Italeli
Iakoba Taeia Italeli er en tuvaluansk politiker. Han har siden 16. april 2010 været generalguvernør i Tuvalu.
Italeli har tidligere været rigsadvokat, parlamentsmedlem, uddannelses- og sportsminister, samt sundhedsminister. Han er storkorsridder af Sankt Mikaels og Sankt Georgs orden. Han er dermed adlet og har ret til at føre tiltaleformen sir foran sit navn.